# Chontabamba (distrito)
Chontabamba é um distrito do Peru, departamento de Pasco, localizada na província de Oxapampa.

## Transporte
O distrito de Chontabamba é servido pela seguinte rodovia:
- PE-5NA, que liga a cidade de Yuyapichis (Região de Huánuco) ao distrito de San Luis de Shuaro (Região de Junín)
- PA-107, que liga o distrito à cidade de Paucartambo
- PA-106, que liga o distrito de Oxapampa à cidade de Ninacaca [2][3][4]